# Labastide-Gabausse
Labastide-Gabausse es una comuna francesa situada en el departamento de Tarn, en la región de Occitania.

## Demografía
| 464 | 417 | 426 | 425 | 409 | 374 | 513 |
| Para los censos de 1962 a 1999 la población legal corresponde a la población sin duplicidades (Fuente: INSEE [Consultar]) |     |     |     |     |     |     |